# قائمة أعمال جورج أورويل
تشمل أعمال جورج أورويل الكتابات الصحفية، والمقالات، والروايات، والكتب غير الخيالية التي ألفها الكاتب البريطاني إريك بلير (1903-1950) سواء نُشرت باسمه الحقيقي، أو باسمه المستعار (جورج أورويل) كما الحال في معظم كتاباته. تميز أورويل بغزارة أعماله عن المواضيع المتعلقة بالمجتمع الإنجليزي المعاصر والنقد الأدبي، ووُصف بأنه «أفضل راوٍ لتاريخ الثقافة الإنجليزية في القرن العشرين». تنتمي أغلب أعمال أورويل غير الخيالية إلى النقد السياسي والنقد الثقافي، وإلى جانب ذلك ألّف أورويل بضعة أعمال تنتمي إلى ضروب الأدب الخيالي.
عُرف أورويل بموقفه السياسي اليساري المناهض للشمولية، وتعليقاته السياسية التي تعكس ذلك. وضّح أورويل ذلك في مقالته «لماذا أكتب (1946)» حين قال: «قصدت بكل سطر من سطور أعمالي الجادة التي كتبتها منذ عام 1936 وحتى الآن معارضة الشمولية ومناصرة الاشتراكية الديمقراطية على حد فهمي لها». وفي سبيل تحقيق هذا الهدف، استعان أورويل بالخيال والصحافة للدفاع عن قناعاته السياسية. حاز أورويل على إشادة واسعة بروايته الخيالية القصيرة «مزرعة الحيوان»، ثم خُلّد مكانه في التاريخ بعد نشر رواية «1984» بعد وفاته بوقت قصير. رغم أن أعمال أورويل الخيالية تمثل جزء صغير من أعماله الكلية، إلا أن هاتين الروايتين تحديدًا هما أكثر أعماله مبيعًا؛ إذ بيع ما يقرب من خمسين مليون نسخة من هذين الكتابين مجتمعين بحلول عام 2007 وباثنتي وستين لغة مختلفة – أي أكثر من أي زوج من الكتب التي أُلفت في القرن العشرين.
كتب أورويل أعمالًا غير خيالية -بما يشمل مقالات استعراض الكتب، ومقالات افتتاحية، ومقالات صحفية تحقيقية- نُشرت في عدة دوريات بريطانية، ونشر المئات من المقالات طوال فترة حياته تشمل عدة أعمدة صحفية في صحف الأخبار الأسبوعية تتعلق بالنقد الأدبي والثقافي إلى جانب كتاباته السياسية الصريحة. وإلى جانب ذلك دوّن أورويل تحرياته عن الفقر في بريطانيا على صورة كتاب «متشردًا في باريس ولندن» و«الطريق إلى رصيف ويغان»، وعبّر عن منظوره الرجعي عن الحرب الأهلية الإسبانية في كتاب «الحنين إلى كاتالونيا». وفي الفترة من عام 1941 إلى 1946 نشر أورويل سلسلة مكونة من خمس عشرة مقالة يُطلق عليهن «خطابات لندن» في المجلة الموسمية الأدبية السياسية «بارتيزان ريفيو»، وظهرت أولاها في عدد شهر مارس من عام 1941.
نُشرت نسختان فقط من أعمال أورويل المُجمعة خلال فترة حياته، ولكن ظهر ما يزيد عن دستة من طبعات أعماله المُجمعة بعد وفاته. جُمعت أعمال أورويل الكاملة في سلسلتين: أولاهما بعنوان «المقالات المُجمعة، المقالات الصحفية والخطابات (1968، 1970)» المكونة من أربعة مجلدات، والتي حررها إيان أنغوس وأرملة أورويل سونيا براونويل. أما الآخرى فهي «الأعمال الكاملة لجورج أوريل» المكونة من عشرين مجلدًا، وحررها بيتر دافيدسون، وشرع في نشر أولى أجزائها في منتصف العقد 1980، وأضاف لها مُلحقًا بعنوان «أورويل المفقود (2007)».
يتجلى تأثير مدونة أورويل الكبيرة بوضوح في إضافاته إلى المرجعية الأدبية الغربية مثل رواية 1984، وجذبها المستمر لانتباه العامة والتحليلات الأكاديمية، والتغيرات التي أحدثتها في اللغة الإنجليزية المحلية مثل استخدام مصطلح «أورويلي» لوصف المجتمعات الشمولية.

## الكتب غير الخيالية والروايات
كتب أورويل ست روايات: «أيام بورمية»، و«ابنة القس»، و«دع الدريقة تطير»، و«الصعود إلى الهواء»، و«مزرعة الحيوان»، و«1984». تروي معظم تلك الروايات أجزاء من حياة الكاتب، فقد استلهم أورويل فكرة أيام بورمية من فترة عمله كرجل شرطة إمبريالي؛ بينما تروي «ابنة القس» حكاية امرأة شابة تُصاب بالإغماء من شدة الإرهاق، ثم تفيق وهي فاقدة الذاكرة وليس بيدها حيلة سوى التجول في الريف حتى تعرف حقيقة أمرها، وفي النهاية تفقد إيمانها بالرب رغم أنها ابن رجل دين. تستعرض «دع الدريقة تطير» و«الصعود إلى الهواء» النظام البريطاني الطبقي. أما «مزرعة الحيوان» و«1984» فهما أشهر رواياته، وكلاهما كتاب مناهض للشمولية ينتقد الاتحاد السوفييتي على وجه التحديد.
إلى جانب رواياته كتب أورويل ثلاثة كتب غير خيالية: «متشردًا في باريس ولندن» حيث دوّن تجاربه من التسول والتدريس في المدينتين، و«الطريق إلى رصيف ويغان» الذي يبدأ بدراسة الفقر في شمال إنجلترا وينتهي بمقالة سيرة ذاتية موسعة تصف تجارب أورويل مع الفقر. أما كتاب «الحنين إلى كاتالونيا» فهو يحكي عن تجاربه عندما تطوع للقتال ضد الفاشية في صف حزب عمال الوحدة الماركسية في كاتالونيا الأناركية خلال الحرب الأهلية الإسبانية.